# هولندا في الحرب العالمية الثانية

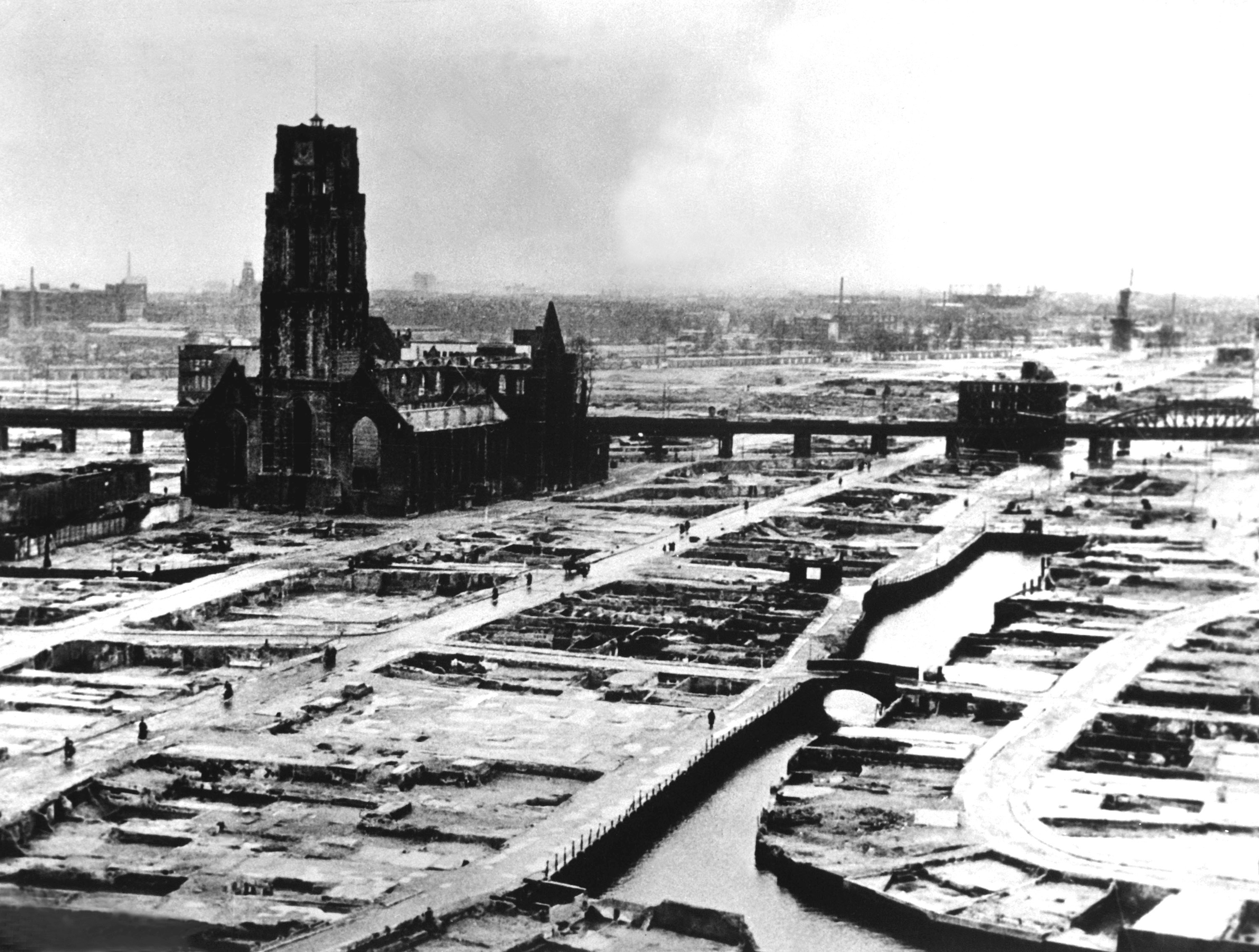
مدينة روتردام بعد تفجير الارهاب الألماني خلال الغزو الألماني لهولندا مايو 1940

احتلت هولندا من قبل ألمانيا، واستمر الاحتلال في بعض المناطق حتى استسلام ألمانيا في مايو 1945. نُفذت (جرت) المقاومة النشطة من قبل أقلية، والتي نمت خلال الاحتلال. قام المحتلون بترحيل غالبية يهود البلاد إلى معسكرات الاعتقال النازية.
بسبب التباين الكبير في معدل النجاة (البقاء على قيد الحياة) للسكان اليهود بين المناطق المحلية في هولندا، شكك الباحثون في صحة وضع تفسير واحد على المستوى الوطني. جزئيًا بسبب سجلات السكان المنظمة جيدًا، قُتل حوالي 70 ٪ من السكان اليهود في البلاد أثناء النزاع، وهي نسبة أعلى بكثير من البلدان المماثلة، مثل بلجيكا وفرنسا. في عام 2008، فُتحت سجلات كشفت أن الألمان دفعوا مكافأة للشرطة الهولندية ومسؤولي الإدارة لتحديد مواقع اليهود وتحديد هويتهم، والمساعدة في أسرهم. ولكن، بشكل فريد بين جميع المناطق التي تحتلها ألمانيا، نظمت مدينة أمستردام إضرابًا للاحتجاج على اضطهاد مواطنيها اليهود.
جرت الحرب العالمية الثانية في هولندا الأوروبية على أربع مراحل متميزة:
- من سبتمبر 1939 إلى مايو 1940: اندلعت الحرب وأعلنت هولندا الحياد. غُزت البلاد لاحقا واحتلت.
- من مايو 1940 إلى يونيو 1941: إن طفرة اقتصادية (ازدهار اقتصادي) ناتجة عن الطلبيات من ألمانيا، مقترنة بنهج «قفاز مخملي (استخدام الإقناع الناعم ولكن الفعال)» من أرتور زايس انكفارت، مما أدى إلى احتلال بسيط.
- من يونيو 1941 إلى يونيو 1944: مع اشتداد الحرب، طالبت ألمانيا المناطق المحتلة بتقديمها مساهمات أكبر، مما أدى إلى انخفاض مستويات المعيشة. ازداد القمع ضد السكان اليهود ورُحل الآلاف إلى معسكرات الإبادة. انتهاء نهج ال «قفاز مخملي».
- من يونيو 1944 إلى مايو 1945: تدهورت الأوضاع أكثر مما أدى إلى الجوع ونقص الوقود. سلطات الاحتلال الألمانية فقدت تدريجيًا السيطرة على الوضع. أراد النازيون المتعصبون اتخاذ موقف أخير وارتكاب أعمال تدمير. حاول البعض الآخر تخفيف الموقف.

حُرر معظم جنوب البلاد في النصف الثاني من عام 1944. وعانى الباقون، خاصة غرب وشمال البلاد الذين ما زالوا تحت الاحتلال، من مجاعة في نهاية عام 1944، والمعروفة باسم «شتاء الجوع». في 5 مايو 1945، حُرر البلد بأكمله أخيرًا من خلال الاستسلام الكامل لجميع القوات الألمانية.

## الفترة بين الحربين
الحكومات الهولندية بين عامي 1929 و1943 سيطرت عليها الأحزاب السياسية المسيحية واليمينية المعتدلة (الوسطى). من عام 1933، تعرضت هولندا للكساد العظيم، الذي بدأ في عام 1929. اتبعت الحكومة القائمة برئاسة هندريكوس كولين برنامجًا للتخفيضات (اقتطاعات أو تقشف) واسعة النطاق للحفاظ على قيمة الخولده الهولندي، مما أدى إلى أعمال شغب عمالية في أمستردام وتمرد بحري (للبحرية) بين عامي 1933 و1934. في نهاية المطاف، في عام 1936، اضطرت الحكومة إلى التخلي عن الغطاء الذهبي (نظام الذهب) وخفض قيمة العملة.
ظهرت العديد من الحركات الفاشية في هولندا خلال فترة الكساد الكبير، مستوحاة من الفاشية الإيطالية أو النازية الألمانية. لكنهم لم يجتذبوا أعضاءً كافية ليشكلوا حركة جماهيرية فعالة. حاولت الحركة الاشتراكية القومية في هولندا (تصحيح لعنوان المقالة الفرعية) (بالهولندية ناشيونال سوشياليستيسي بيفيغنغ، إن إس بي) بدعم من حزب العمال الألماني الاشتراكي القومي الذي تولى السلطة في ألمانيا في عام 1933، التوسع في عام 1935. كان انتشار الأيديولوجية العنصرية على غرار (المشابهة) النازية ودعواتها للعنف على نطاق محدود في هولندا. في وقت اندلاع الحرب العالمية الثانية، كان ال «إن إس بي» يتراجع بالفعل، سواء من حيث عدد الأعضاء وأعداد الناخبين.
خلال فترة ما بين الحربين، قامت الحكومة بزيادة كبيرة في مشاريع البنية التحتية المدنية واستصلاح الأراضي، بما في ذلك أعمال زاوديرزي. أدى هذا إلى التصريف النهائي لمياه البحر من «فيرينيرميربولدر»، والانتهاء من أفسلاوتدايك.

### الحياد
خلال الحرب العالمية الأولى، تمكنت الحكومة الهولندية بقيادة بيتر فان دير ليندن من الحفاظ على الحياد الهولندي طوال النزاع. في فترة ما بين الحرب، واصلت هولندا اتباع «سياسة الاستقلال»، حتى بعد صعود الحزب النازي في ألمانيا إلى السلطة في عام 1933. اعتقد رئيس الوزراء المحافظ كولين، الذي تولى السلطة من عام 1933 حتى عام 1939، أن هولندا لن تكون قادرة على الصمود في وجه أي هجوم من قبل قوة كبرى. من الناحية البراغماتية (العملية)، لم تنفق الحكومة الكثير على الجيش. على الرغم من أن الإنفاق العسكري قد تضاعف بين عامي 1938 و1939، وسط تصاعد التوترات الدولية، إلا أنه لم يشكل سوى 4 ٪ من الإنفاق الوطني في عام 1939، مقارنةً ب 25 ٪ في ألمانيا التي كانت تحكمها النازية. اعتقدت الحكومة الهولندية أنها ستكون قادرة على الاعتماد على حيادها، أو على الأقل على الدعم غير الرسمي للقوى الأجنبية، للدفاع عن مصالحها في حالة الحرب. بدأت الحكومة في العمل على خطط للدفاع عن البلاد. وشمل ذلك «الخط المائي الهولندي الجديد»، وهي منطقة تقع إلى الشرق من أمستردام، والتي ستُغمر بالمياه. من عام 1939، أُنشئت مواقع محصنة، بما في ذلك خطوط خريبي وبيل-غام، لحماية المدن الرئيسية دوردريخت وأوترخت وهارلم وأمستردام، وإنشاء سترة هولندا (أو حصن هولندا).
في أواخر عام 1939، مع إعلان الحرب بالفعل بين الإمبراطورية البريطانية وفرنسا وألمانيا النازية، أصدرت الحكومة الألمانية ضمانًا بالحياد لهولندا. حشدت الحكومة تدريجيًا الجيش الهولندي من أغسطس 1939، ووصلت لقوتها الكاملة بحلول أبريل 1940.

## الغزو الألماني
على الرغم من سياسة الحياد، غُزيت هولندا في صباح يوم 10 مايو 1940، دون إعلان رسمي عن الحرب، من قبل القوات الألمانية التي تحركت في وقت واحد إلى بلجيكا ولوكسمبورغ. كان المهاجمون يهدفون إلى سحب قوات الحلفاء بعيداً عن أردين وخداع القوات البريطانية والفرنسية في التعمق داخل بلجيكا، ولكن أيضًا لاستباق الغزو البريطاني المحتمل من شمال هولندا. احتاجت اللوفتفافه إلى السيطرة على المطارات الهولندية على الساحل الهولندي لشن غارات جوية على المملكة المتحدة.
بوغتت القوات المسلحة الملكية الهولندية غير المستعدة إلى حد كبير، مع عدم كفاية أسلحتها ومعداتها التي عفا عليها الزمن. الكثير من أسلحتها لم يتغير منذ الحرب العالمية الأولى. على وجه الخصوص، لم يكن لدى القوات البرية الهولندي قوات مدرعة مماثلة (للقوات الألمانية)، ويمكنها فقط تركيب عدد محدود من السيارات والتانكت. كان لدى القوات الجوية 140 طائرة فقط، معظمها طائرات ثنائية السطح. دُمر خمسة وستين من الطائرات الهولندية في اليوم الأول من الحملة.
تقدمت القوات الغازية بسرعة ولكن واجهت مقاومة كبيرة. كان يهدف إنزال مظلي للفيرماخت في اليوم الأول، إلى الاستيلاء على الحكومة الهولندية في لاهاي والمطارات الرئيسية في أوكنبورغ وويبنبرغ، ولكن هُزم الألمان من قبل القوات الهولندية الأرضية مع تكبدهم خسائر فادحة. نجح الهولنديون في تدمير أعداد كبيرة من طائرات النقل التي سيحتاجها الألمان لغزوهم المخطط لبريطانيا. ولكن، نجحت القوات الألمانية في عبور نهر الميز في هولندا في اليوم الأول، مما سمح للفيرماخت بالالتفاف حول الحصن البلجيكي فورت ابن-إميل القريب وإجبار الجيش البلجيكي على الانسحاب من الحدود الألمانية.
في شرق هولندا، نجح الألمان في إجبار الهولنديين على التراجع عن خط خريبي، لكن تقدمهم تباطأ بسبب التحصينات الهولندية على جسر أفسلاوتدايك الضيق الذي يربط بين الأجزاء الشمالية الشرقية والشمالية الغربية من هولندا. تقدمت القوات الألمانية بسرعة، وفي اليوم الرابع كانت تسيطر على معظم شرق البلاد. لم يسيطروا على المدن الكبرى في الغرب.

### الهولوكوست

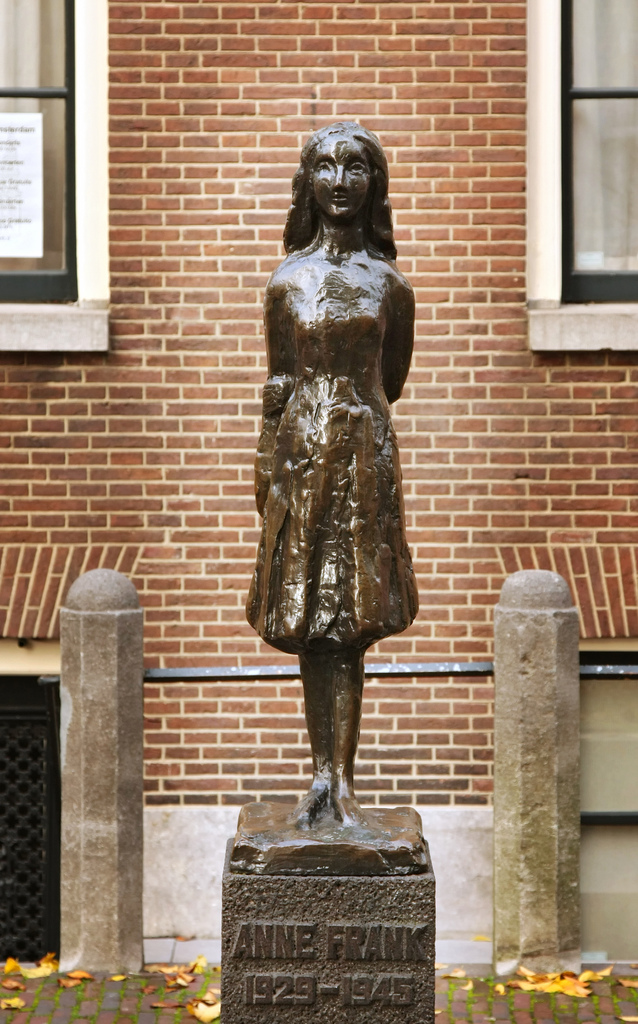
مذكرات آن فرانك ترجمت إلى بضع وستون لغة